# یانگی-یورت
یانگی-یورت (انگلیسی: Yangi-Yurt) یک شهرک در شهرستان ایشیمبایسکی استان باشقیرستان کشور روسیه است.